# 罗尼·普莱斯
龙尼·普赖斯（英語：Ronnie Price，1983年6月21日—），生于德克萨斯州的弗兰德伍德，美国职业篮球运动员，司职控球后卫。
身高188公分，体重190磅的控卫，普赖斯曾就读于尼古拉斯州立大学和犹他谷州立学院。此后未参加NBA选秀，在2005年8月2日被国王队签下。
普赖斯之前在萨克拉门托国王队效力过两个赛季，是迈克·毕比的替补。普赖斯于2007年加盟爵士，他和贾森·哈特一起将作为德隆·威廉姆斯的替补。